# BMK Aura
Der Badmintonklubb Aura oder kurz BMK Aura ist ein schwedischer Badmintonverein aus Malmö. Er ist einer der erfolgreichsten Vereine in dieser Sportart in Schweden.

## Geschichte
Der Verein wurde 1934 als GoIF Aura gegründet, wobei das G im Namen für Gymnastik stand. 1938 nahm man den heutigen Namen an. Aus dem ursprünglichen Hobbyverein wurde einer der erfolgreichsten Badmintonvereine überhaupt. 1984 gewann Aura den Europapokal, 1981, 1983, 1985, 1986 und 1987 stand man im Endspiel des Europapokals.

## Erfolge
| Saison    | Veranstaltung                      | Disziplin    | Platz | Name                                                             |
| --------- | ---------------------------------- | ------------ | ----- | ---------------------------------------------------------------- |
| 1941/1942 | Schweden: Einzelmeisterschaft      | Dameneinzel  | 1     | Martha Holmström (BK Aura)                                       |
| 1946/1947 | Schweden: Einzelmeisterschaft      | Mixed        | 1     | Nils Jonson / Signe Håkansson (AIK / BK Aura)                    |
| 1950/1951 | Schweden: Einzelmeisterschaft U19  | Herreneinzel | 1     | Gert Olsson (BK Aura)                                            |
| 1954/1955 | Schweden: Einzelmeisterschaft O45  | Herrendoppel | 1     | Hansson / Holmström (Lunds BF / BK Aura)                         |
| 1957/1958 | Schweden: Einzelmeisterschaft      | Mixed        | 1     | Bertil Glans / Berit Olsson (Halmstad BK / BK Aura)              |
| 1957/1958 | Schweden: Einzelmeisterschaft      | Dameneinzel  | 1     | Berit Olsson (BK Aura)                                           |
| 1957/1958 | Schweden: Einzelmeisterschaft      | Damendoppel  | 1     | Ingrid Dahlberg / Berit Olsson (SBK / BK Aura)                   |
| 1957/1958 | Schweden: Einzelmeisterschaft U19  | Mixed        | 1     | Bengt-Åke Jönsson / Jane Lundgren (Smash / BK Aura)              |
| 1958/1959 | Schweden: Einzelmeisterschaft      | Dameneinzel  | 1     | Berit Olsson (BK Aura)                                           |
| 1958/1959 | Schweden: Einzelmeisterschaft      | Damendoppel  | 1     | Ingrid Dahlberg / Berit Olsson (SBK / BK Aura)                   |
| 1958/1959 | Schweden: Einzelmeisterschaft U19  | Damendoppel  | 1     | Christine Palmgren / Eva Pettersson (BK Aura / BK Bollen)        |
| 1958/1959 | Schweden: Einzelmeisterschaft      | Mixed        | 1     | Bertil Glans / Berit Olsson (Halmstad BK / BK Aura)              |
| 1958/1959 | Schweden: Einzelmeisterschaft U19  | Herrendoppel | 1     | Rolf Hansson / Willy Lund (BK Aura)                              |
| 1958/1959 | Schweden: Einzelmeisterschaft U19  | Herreneinzel | 1     | Willy Lund (BK Aura)                                             |
| 1958/1959 | Schweden: Einzelmeisterschaft U19  | Mixed        | 1     | Willy Lund / Ann-Christine Rosenquist (BK Aura)                  |
| 1959/1960 | Schweden: Einzelmeisterschaft U19  | Damendoppel  | 1     | Christine Palmgren / Eva Pettersson (BK Aura / BK Bollen)        |
| 1959/1960 | Schweden: Einzelmeisterschaft U19  | Mixed        | 1     | Rolf Hansson / Christine Palmgren (BK Aura)                      |
| 1959/1960 | Schweden: Einzelmeisterschaft      | Mixed        | 1     | Bertil Glans / Berit Olsson (Halmstad BK / BK Aura)              |
| 1960/1961 | Schweden: Einzelmeisterschaft U19  | Mixed        | 1     | Rolf Hansson / Christine Palmgren (BK Aura)                      |
| 1960/1961 | Schweden: Einzelmeisterschaft U19  | Herreneinzel | 1     | Rolf Hansson (BK Aura)                                           |
| 1960/1961 | Schweden: Einzelmeisterschaft U19  | Herrendoppel | 1     | Boo Hansson / Rolf Hansson (BK Aura)                             |
| 1960/1961 | Schweden: Einzelmeisterschaft U19  | Damendoppel  | 1     | Lizia Berggren / Christina Palmgren (BK Aura)                    |
| 1960/1961 | Schweden: Einzelmeisterschaft      | Damendoppel  | 1     | Berit Olsson / Ingrid Persson (BK Aura / SBK)                    |
| 1961/1962 | Schweden: Einzelmeisterschaft U19  | Herrendoppel | 1     | Boo Hansson / Gert Nordqvist (BK Aura / Smash)                   |
| 1961/1962 | Schweden: Einzelmeisterschaft U19  | Herreneinzel | 1     | Boo Hansson (BK Aura)                                            |
| 1964/1965 | Schweden: Einzelmeisterschaft      | Damendoppel  | 1     | Ann-Christine Rosenquist / Eva Twedberg (BK Aura / Ystads BK)    |
| 1965/1966 | Schweden: Einzelmeisterschaft      | Damendoppel  | 1     | Ann-Christine Rosenquist / Eva Twedberg (BK Aura / MAI)          |
| 1966/1967 | Schweden: Einzelmeisterschaft U19  | Herreneinzel | 1     | Gert Perneklo (BK Aura)                                          |
| 1966/1967 | Schweden: Einzelmeisterschaft U19  | Herrendoppel | 1     | Kenneth Holmström / Gert Perneklo (BK Aura)                      |
| 1967/1968 | Schweden: Einzelmeisterschaft O35  | Mixed        | 1     | Kjell Persson / Ingrid Persson (BK Aura / IFK Lidingö)           |
| 1967/1968 | Schweden: Einzelmeisterschaft U19  | Herrendoppel | 1     | Mats Andersson / Gert Perneklo (BK Aura)                         |
| 1967/1968 | Schweden: Einzelmeisterschaft      | Herrendoppel | 1     | Rolf Hansson / Gert Nordqvist (BK Aura)                          |
| 1968/1969 | Schweden: Einzelmeisterschaft U19  | Herrendoppel | 1     | Gert Perneklo / Lars Wengberg (BK Aura / MFF)                    |
| 1968/1969 | Schweden: Einzelmeisterschaft U19  | Herreneinzel | 1     | Gert Perneklo (BK Aura)                                          |
| 1968/1969 | Schweden: Einzelmeisterschaft U19  | Mixed        | 1     | Gert Perneklo / Karin Lindquist (BK Aura / BK Eken)              |
| 1968/1969 | Schweden: Einzelmeisterschaft      | Damendoppel  | 1     | Ann-Christine Rosenquist / Eva Twedberg (BK Aura / MAI)          |
| 1968/1969 | Schweden: Einzelmeisterschaft O35  | Herrendoppel | 1     | Kjell Persson / Stig Österberg (BK Aura / Göteborgs BK)          |
| 1969/1970 | Schweden: Einzelmeisterschaft      | Herrendoppel | 1     | Sture Johnsson / Gert Perneklo (Hisingen / BK Aura)              |
| 1971/1972 | Schweden: Einzelmeisterschaft U19  | Herrendoppel | 1     | Lars-Olle Malm / Willy Nilsson (BK Aura)                         |
| 1971/1972 | Schweden: Einzelmeisterschaft U19  | Herreneinzel | 1     | Willy Nilsson (BK Aura)                                          |
| 1971/1972 | Schweden: Einzelmeisterschaft      | Herrendoppel | 1     | Sture Johnsson / Gert Perneklo (Spårvägen / BK Aura)             |
| 1972/1973 | Schweden: Einzelmeisterschaft U19  | Herrendoppel | 1     | Stefan Karlsson / Willy Nilsson (Eskilstuna BMK / BK Aura)       |
| 1972/1973 | Schweden: Einzelmeisterschaft U19  | Herreneinzel | 1     | Willy Nilsson (BK Aura)                                          |
| 1974/1975 | Schweden: Einzelmeisterschaft U19  | Damendoppel  | 1     | Cecilia Jeppson / Eva Kling (BK Aura)                            |
| 1974/1975 | Schweden: Einzelmeisterschaft U17  | Mixed        | 1     | Torbjörn Pettersson / Agneta Bengtsson (BK Aura)                 |
| 1974/1975 | Schweden: Einzelmeisterschaft U17  | Herreneinzel | 1     | Torbjörn Pettersson (BK Aura)                                    |
| 1974/1975 | Schweden: Einzelmeisterschaft U17  | Dameneinzel  | 1     | Carina Andersson (BK Aura)                                       |
| 1974/1975 | Schweden: Einzelmeisterschaft U17  | Damendoppel  | 1     | Carina Andersson / Agneta Bengtsson (BK Aura)                    |
| 1975/1976 | Schweden: Einzelmeisterschaft U19  | Dameneinzel  | 1     | Carina Andersson (BK Aura)                                       |
| 1975/1976 | Schweden: Einzelmeisterschaft U17  | Dameneinzel  | 1     | Carina Andersson (BK Aura)                                       |
| 1975/1976 | Schweden: Einzelmeisterschaft U19  | Damendoppel  | 1     | Cecilia Jeppson / Eva Kling (BK Aura)                            |
| 1976/1977 | Schweden: Einzelmeisterschaft      | Mixed        | 1     | Lars Wengberg / Anette Börjesson (BK Aura / GBK)                 |
| 1976/1977 | Schweden: Einzelmeisterschaft U19  | Dameneinzel  | 1     | Carina Andersson (BK Aura)                                       |
| 1976/1977 | Schweden: Einzelmeisterschaft U19  | Damendoppel  | 1     | Carina Andersson / Agneta Bengtsson (BK Aura)                    |
| 1977      | Schweden: Mannschaftsmeisterschaft | Mannschaft   | 1     | BMK Aura                                                         |
| 1977/1978 | Schweden: Einzelmeisterschaft U19  | Dameneinzel  | 1     | Carina Andersson (BK Aura)                                       |
| 1977/1978 | Schweden: Einzelmeisterschaft      | Dameneinzel  | 1     | Cecilia Jeppson (BK Aura)                                        |
| 1977/1978 | Schweden: Einzelmeisterschaft      | Mixed        | 1     | Lars Wengberg / Karin Lindquist (BK Aura / IFK Lidingö)          |
| 1978      | Schweden: Mannschaftsmeisterschaft | Mannschaft   | 1     | BMK Aura                                                         |
| 1978/1979 | Schweden: Einzelmeisterschaft      | Mixed        | 1     | Lars Wengberg / Anette Börjesson (BK Aura / GBK)                 |
| 1979/1980 | Schweden: Einzelmeisterschaft      | Herrendoppel | 1     | Stefan Karlsson / Claes Nordin (BK Aura / GBK)                   |
| 1979/1980 | Schweden: Einzelmeisterschaft      | Mixed        | 1     | Lars Wengberg / Anette Börjesson (BK Aura / GBK)                 |
| 1980/1981 | Schweden: Einzelmeisterschaft      | Mixed        | 1     | Lars Wengberg / Anette Börjesson (BK Aura / GBK)                 |
| 1980/1981 | Schweden: Einzelmeisterschaft U19  | Herreneinzel | 1     | Ola Langmarker (BK Aura)                                         |
| 1980/1981 | Schweden: Einzelmeisterschaft      | Damendoppel  | 1     | Carina Andersson / Cecilia Jeppson (BK Aura)                     |
| 1980/1981 | Schweden: Einzelmeisterschaft      | Herrendoppel | 1     | Stefan Karlsson / Thomas Kihlström (BK Aura / BKC)               |
| 1981      | Schweden: Mannschaftsmeisterschaft | Mannschaft   | 1     | BMK Aura                                                         |
| 1981/1982 | Schweden: Einzelmeisterschaft      | Mixed        | 1     | Lars Wengberg / Anette Börjesson (BK Aura / GBK)                 |
| 1981/1982 | Schweden: Einzelmeisterschaft U15  | Mixed        | 1     | Jörgen Sjödahl / Cecilia Stockum (Höllviken / BK Aura)           |
| 1981/1982 | Schweden: Einzelmeisterschaft U19  | Herreneinzel | 1     | Stefan Lövgren (BK Aura)                                         |
| 1981/1982 | Schweden: Einzelmeisterschaft      | Herrendoppel | 1     | Stefan Karlsson / Thomas Kihlström (BK Aura / BKC)               |
| 1982      | Schweden: Mannschaftsmeisterschaft | Mannschaft   | 1     | BMK Aura                                                         |
| 1982/1983 | Schweden: Einzelmeisterschaft      | Herrendoppel | 1     | Stefan Karlsson / Thomas Kihlström (BK Aura / BKC)               |
| 1982/1983 | Schweden: Einzelmeisterschaft      | Herreneinzel | 1     | Ulf Johansson (BK Aura)                                          |
| 1982/1983 | Schweden: Einzelmeisterschaft U17  | Mixed        | 1     | Mikael Lundqvist / Charlotta Wihlborg (BK Aura / Bjärreds BMK)   |
| 1982/1983 | Schweden: Einzelmeisterschaft U17  | Herrendoppel | 1     | Peter Axelsson / Mikael Lundqvist (Täby BMF / BK Aura)           |
| 1983      | Schweden: Mannschaftsmeisterschaft | Mannschaft   | 1     | BMK Aura                                                         |
| 1983/1984 | Schweden: Einzelmeisterschaft      | Herrendoppel | 1     | Stefan Karlsson / Thomas Kihlström (BK Aura / BKC)               |
| 1983/1984 | Schweden: Einzelmeisterschaft      | Herreneinzel | 1     | Stefan Karlsson (BK Aura)                                        |
| 1983/1984 | Schweden: Einzelmeisterschaft      | Damendoppel  | 1     | Maria Bengtsson / Christine Magnusson (BK Aura / BKC)            |
| 1983/1984 | Schweden: Einzelmeisterschaft U15  | Damendoppel  | 1     | Jenny Lindell / Veronica Sandberg (Svedala BMK / BK Aura)        |
| 1983/1984 | Schweden: Einzelmeisterschaft U19  | Mixed        | 1     | Reine Andersson / Karin Eriksson (BK Aura)                       |
| 1983/1984 | Schweden: Einzelmeisterschaft U19  | Damendoppel  | 1     | Karin Eriksson / Charlotta Wihlborg (BK Aura / Bjärred)          |
| 1983/1984 | Schweden: Einzelmeisterschaft U15  | Herrendoppel | 1     | Ronny Dahl / Jimmy Rosqvist (BK Aura)                            |
| 1984      | Schweden: Mannschaftsmeisterschaft | Mannschaft   | 1     | BMK Aura                                                         |
| 1984/1985 | Schweden: Einzelmeisterschaft      | Damendoppel  | 1     | Maria Bengtsson / Christine Magnusson (BK Aura / BKC)            |
| 1984/1985 | Schweden: Einzelmeisterschaft      | Herrendoppel | 1     | Stefan Karlsson / Thomas Kihlström (BK Aura / BKC)               |
| 1984/1985 | Schweden: Einzelmeisterschaft      | Herreneinzel | 1     | Stefan Karlsson (BK Aura)                                        |
| 1984/1985 | Schweden: Einzelmeisterschaft U19  | Herrendoppel | 1     | Peter Axelsson / Mikael Lundquist (Täby BMF / BK Aura)           |
| 1984/1985 | Schweden: Einzelmeisterschaft U19  | Damendoppel  | 1     | Camilla Silwer / Charlotta Wihlborg (BK Aura / Bjärred)          |
| 1984/1985 | Schweden: Einzelmeisterschaft U19  | Mixed        | 1     | Mikael Lundquist / Charlotta Wihlborg (BK Aura / Bjärred)        |
| 1985      | Schweden: Mannschaftsmeisterschaft | Mannschaft   | 1     | BMK Aura                                                         |
| 1985/1986 | Schweden: Einzelmeisterschaft      | Herreneinzel | 1     | Ulf Johansson (BK Aura)                                          |
| 1985/1986 | Schweden: Einzelmeisterschaft      | Dameneinzel  | 1     | Charlotta Wihlborg (BK Aura)                                     |
| 1985/1986 | Schweden: Einzelmeisterschaft      | Damendoppel  | 1     | Maria Bengtsson / Christine Magnusson (BK Aura / BKC)            |
| 1986      | Schweden: Mannschaftsmeisterschaft | Mannschaft   | 1     | BMK Aura                                                         |
| 1986/1987 | Schweden: Einzelmeisterschaft U19  | Mixed        | 1     | Ronny Dahl / Emma Edbom (BK Aura / Bergsåker)                    |
| 1986/1987 | Schweden: Einzelmeisterschaft U17  | Damendoppel  | 1     | Astrid Lundqvist / Veronica Sandberg (Täby BMF / BK Aura)        |
| 1986/1987 | Schweden: Einzelmeisterschaft U19  | Herrendoppel | 1     | Ronny Dahl / Jörgen Mårtensson (BK Aura)                         |
| 1986/1987 | Schweden: Einzelmeisterschaft      | Herrendoppel | 1     | Stefan Karlsson / Thomas Kihlström (BK Aura / BKC)               |
| 1986/1987 | Schweden: Einzelmeisterschaft      | Damendoppel  | 1     | Maria Bengtsson / Christine Magnusson (BK Aura / BKC)            |
| 1987      | Schweden: Mannschaftsmeisterschaft | Mannschaft   | 1     | BMK Aura                                                         |
| 1987/1988 | Schweden: Einzelmeisterschaft      | Damendoppel  | 1     | Maria Bengtsson / Christine Magnusson (BK Aura / Spårvägen)      |
| 1987/1988 | Schweden: Einzelmeisterschaft U22  | Herrendoppel | 1     | Emma Edbom / Jeanette Kuhl (BK Aura / Västras Frölunda)          |
| 1987/1988 | Schweden: Einzelmeisterschaft U19  | Herrendoppel | 1     | Ronny Dahl / Christian Ljungmark (BK Aura / Botkyrka GoIF)       |
| 1988      | Schweden: Mannschaftsmeisterschaft | Mannschaft   | 1     | BMK Aura                                                         |
| 1988/1989 | Schweden: Einzelmeisterschaft U17  | Mixed        | 1     | Peter Hartlow / Sylvia Möller (BK Aura)                          |
| 1988/1989 | Schweden: Einzelmeisterschaft      | Damendoppel  | 1     | Maria Bengtsson / Christine Magnusson (BK Aura / Spårvägen)      |
| 1988/1989 | Schweden: Einzelmeisterschaft U17  | Herrendoppel | 1     | Peter Hartlow / Per Stolt (BK Aura / Bergsåkers BMK)             |
| 1988/1989 | Schweden: Einzelmeisterschaft U22  | Herrendoppel | 1     | Karin Ericsson / Lotta Wihlborg (BK Aura)                        |
| 1988/1989 | Schweden: Einzelmeisterschaft U22  | Herrendoppel | 1     | Peter Axelsson / Mikael Rosén (Täby BMF / BK Aura)               |
| 1988/1989 | Schweden: Einzelmeisterschaft U17  | Damendoppel  | 1     | Karolina Ericsson / Anna Sylvander (BK Aura)                     |
| 1989/1990 | Schweden: Einzelmeisterschaft U15  | Herreneinzel | 1     | Martin Ek (BK Aura)                                              |
| 1989/1990 | Schweden: Einzelmeisterschaft O35  | Herrendoppel | 1     | Bo Wengberg / Lars Wengberg (LUGI / BK Aura)                     |
| 1989/1990 | Schweden: Einzelmeisterschaft U15  | Herrendoppel | 1     | Martin Ek / Tomas Strand (BK Aura)                               |
| 1989/1990 | Schweden: Einzelmeisterschaft      | Damendoppel  | 1     | Maria Bengtsson / Christine Magnusson (BK Aura / Spårvägen)      |
| 1989/1990 | Schweden: Einzelmeisterschaft      | Herrendoppel | 1     | Peter Axelsson / Mikael Rosén (Täby BMF / BK Aura)               |
| 1989/1990 | Schweden: Einzelmeisterschaft U22  | Herrendoppel | 1     | Robert Larsson / Mikael Rosén (MBK / BK Aura)                    |
| 1989/1990 | Schweden: Einzelmeisterschaft      | Mixed        | 1     | Jan-Eric Antonsson / Maria Bengtsson (BKC / BK Aura)             |
| 1990/1991 | Schweden: Einzelmeisterschaft O35  | Herrendoppel | 1     | Bo Wengberg / Lars Wengberg (LUGI / BK Aura)                     |
| 1990/1991 | Schweden: Einzelmeisterschaft      | Damendoppel  | 1     | Catrine Bengtsson / Maria Bengtsson (GBK / BK Aura)              |
| 1990/1991 | Schweden: Einzelmeisterschaft      | Mixed        | 1     | Pär-Gunnar Jönsson / Maria Bengtsson (Västra Frölunda / BK Aura) |
| 1990/1991 | Schweden: Einzelmeisterschaft U19  | Mixed        | 1     | Peter Hartlow / Sylvia Möller (BK Aura)                          |
| 1991/1992 | Schweden: Einzelmeisterschaft U17  | Mixed        | 1     | Peter Jensen / Kristin Nilsson (BK Aura / Tranås)                |
| 1991/1992 | Schweden: Einzelmeisterschaft      | Damendoppel  | 1     | Catrine Bengtsson / Maria Bengtsson (GBK / BK Aura)              |
| 1991/1992 | Schweden: Einzelmeisterschaft      | Mixed        | 1     | Pär-Gunnar Jönsson / Maria Bengtsson (Västra Frölunda / BK Aura) |
| 1991/1992 | Schweden: Einzelmeisterschaft U17  | Herrendoppel | 1     | Martin Ek / Thomas Strand (BK Aura)                              |
| 1992/1993 | Schweden: Einzelmeisterschaft      | Mixed        | 1     | Pär-Gunnar Jönsson / Maria Bengtsson (Västra Frölunda / BK Aura) |
| 1992/1993 | Schweden: Einzelmeisterschaft O35  | Herrendoppel | 1     | Stefan Mellgård / Lars Wengberg (BK Aura)                        |
| 1992/1993 | Schweden: Einzelmeisterschaft U22  | Herrendoppel | 1     | Lotta Andersson / Karolina Ericsson (MBK / BK Aura)              |
| 1992/1993 | Schweden: Einzelmeisterschaft      | Damendoppel  | 1     | Lim Xiao Qing / Christine Magnusson (BK Aura / Täby BMF)         |
| 1992/1993 | Schweden: Einzelmeisterschaft U22  | Dameneinzel  | 1     | Karolina Ericsson (BK Aura)                                      |
| 1992/1993 | Schweden: Einzelmeisterschaft      | Dameneinzel  | 1     | Lim Xiao Qing (BK Aura)                                          |
| 1993/1994 | Schweden: Einzelmeisterschaft U22  | Herrendoppel | 1     | Lotta Andersson / Karolina Ericsson (MBK / BK Aura)              |
| 1993/1994 | Schweden: Einzelmeisterschaft U22  | Dameneinzel  | 1     | Karolina Ericsson (BK Aura)                                      |
| 1993/1994 | Schweden: Einzelmeisterschaft      | Dameneinzel  | 1     | Lim Xiao Qing (BK Aura)                                          |
| 1993/1994 | Schweden: Einzelmeisterschaft      | Damendoppel  | 1     | Lim Xiao Qing / Christine Magnusson (BK Aura / Täby BMF)         |
| 1994/1995 | Schweden: Einzelmeisterschaft      | Damendoppel  | 1     | Maria Bengtsson / Margit Borg (BK Aura / MBK)                    |
| 1994/1995 | Schweden: Einzelmeisterschaft      | Dameneinzel  | 1     | Lim Xiao Qing (BK Aura)                                          |
| 1994/1995 | Schweden: Einzelmeisterschaft O35  | Herrendoppel | 1     | Stefan Mellgård / Torbjörn Pettersson (BK Aura)                  |
| 1994/1995 | Schweden: Einzelmeisterschaft U22  | Herrendoppel | 1     | Peter Christensson / Martin Hagberg (BK Aura)                    |
| 1996/1997 | Schweden: Einzelmeisterschaft      | Herreneinzel | 1     | Rickard Magnusson (BK Aura)                                      |
| 1996/1997 | Schweden: Einzelmeisterschaft U19  | Herrendoppel | 1     | Johan Holm / Patrik Isaksson (Askim BC / BK Aura)                |
| 1996/1997 | Schweden: Einzelmeisterschaft U19  | Mixed        | 1     | Patrik Isaksson / Johanna Persson (BK Aura / Täby BMF)           |
| 1997      | Schweden: Mannschaftsmeisterschaft | Mannschaft   | 1     | BK Aura                                                          |
| 1997/1998 | Schweden: Einzelmeisterschaft O45  | Herrendoppel | 1     | Bo Wengberg / Lars Wengberg (LUGI / BK Aura)                     |
| 1997/1998 | Schweden: Einzelmeisterschaft U22  | Mixed        | 1     | Patrik Isaksson / Johanna Persson (BK Aura / Täby BMF)           |
| 1998/1999 | Schweden: Einzelmeisterschaft U15  | Dameneinzel  | 1     | Helene Nystedt (BK Aura)                                         |
| 1998/1999 | Schweden: Einzelmeisterschaft U15  | Herrendoppel | 1     | Emil Jonholm / Johan Järpell (BK Aura)                           |
| 1998/1999 | Schweden: Einzelmeisterschaft      | Herreneinzel | 1     | Rickard Magnusson (BK Aura)                                      |
| 1998/1999 | Schweden: Einzelmeisterschaft U22  | Mixed        | 1     | Patrik Isaksson / Jenny Sellberg (BK Aura)                       |
| 1998/1999 | Schweden: Einzelmeisterschaft U15  | Damendoppel  | 1     | Sophia Hansson / Helene Nystedt (Vårvindens BMK / BK Aura)       |
| 1998/1999 | Schweden: Einzelmeisterschaft U22  | Herrendoppel | 1     | Johan Holm / Patrik Isaksson (Askim BC / BK Aura)                |
| 1999/2000 | Schweden: Einzelmeisterschaft U15  | Damendoppel  | 1     | Sophia Hansson / Helene Nystedt (Vårvindens BMK / BK Aura)       |
| 1999/2000 | Schweden: Einzelmeisterschaft U17  | Herrendoppel | 1     | Johan Järpell / Emil Jonholm (BK Aura)                           |
| 1999/2000 | Schweden: Einzelmeisterschaft U22  | Mixed        | 1     | Patrik Isaksson / Emma Gustafson (BK Aura / IFK Umeå)            |
| 1999/2000 | Schweden: Einzelmeisterschaft U15  | Dameneinzel  | 1     | Helene Nystedt (BK Aura)                                         |
| 2000/2001 | Schweden: Einzelmeisterschaft U17  | Herrendoppel | 1     | Johan Järpell / Emil Jonholm (BK Aura)                           |
| 2000/2001 | Schweden: Einzelmeisterschaft U17  | Damendoppel  | 1     | Sophia Hansson / Helene Nystedt (Vårvinden / BK Aura)            |
| 2000/2001 | Schweden: Einzelmeisterschaft U15  | Mixed        | 1     | Martin Jurlander / Sara Johnson (BK Aura / Täby BMF)             |
| 2000/2001 | Schweden: Einzelmeisterschaft U15  | Herreneinzel | 1     | Martin Jurlander (BK Aura)                                       |
| 2001/2002 | Schweden: Einzelmeisterschaft U15  | Dameneinzel  | 1     | Emma Wengberg (BK Aura)                                          |
| 2001/2002 | Schweden: Einzelmeisterschaft U15  | Damendoppel  | 1     | Emma Wengberg / Sara Persson (BK Aura)                           |
| 2001/2002 | Schweden: Einzelmeisterschaft U19  | Herrendoppel | 1     | Dennis von Dahn / Björn Renwert (Mörrum / Aura)                  |
| 2002/2003 | Schweden: Einzelmeisterschaft U17  | Herrendoppel | 1     | Joakim Karlsson / Martin Renwert (BK Aura)                       |
| 2002/2003 | Schweden: Einzelmeisterschaft U19  | Herrendoppel | 1     | Emil Jonholm / Magnus Sahlberg (BMK Aura / Askim BC)             |
| 2002/2003 | Schweden: Einzelmeisterschaft U19  | Mixed        | 1     | Emil Jonholm / Sophia Hansson (BMK Aura / Vårvindens BMK)        |
| 2003/2004 | Schweden: Einzelmeisterschaft U17  | Mixed        | 1     | Richard Eidestedt / Emma Wengberg (Uppsala KFUM / BK Aura)       |
| 2003/2004 | Schweden: Einzelmeisterschaft U22  | Dameneinzel  | 1     | Lina Alfredsson (BK Aura)                                        |
| 2003/2004 | Schweden: Einzelmeisterschaft U22  | Herrendoppel | 1     | Emil Jonholm / Magnus Sahlberg (BK Aura / Askim BC)              |
| 2003/2004 | Schweden: Einzelmeisterschaft U22  | Damendoppel  | 1     | Lina Alfredsson / Sarah Alfredsson (BK Aura / Askim BC)          |
| 2003/2004 | Schweden: Einzelmeisterschaft U17  | Dameneinzel  | 1     | Emma Wengberg (BK Aura)                                          |
| 2003/2004 | Schweden: Einzelmeisterschaft U17  | Damendoppel  | 1     | Nicole Clern / Sara Persson (Oxie / BK Aura)                     |
| 2003/2004 | Schweden: Einzelmeisterschaft U17  | Dameneinzel  | 1     | Emma Wengberg (BMK Aura)                                         |
| 2003/2004 | Schweden: Einzelmeisterschaft U17  | Mixed        | 1     | Richard Eidestedt / Emma Wengberg (Uppsala KFUM / BK Aura)       |
| 2003/2004 | Schweden: Einzelmeisterschaft U19  | Dameneinzel  | 1     | Petra Hansson (BK Aura)                                          |
| 2003/2004 | Schweden: Einzelmeisterschaft U19  | Dameneinzel  | 1     | Petra Hansson (BK Aura)                                          |
| 2003/2004 | Schweden: Einzelmeisterschaft U17  | Damendoppel  | 1     | Nicole Clern / Emma Wengberg (Oxie / BK Aura)                    |
| 2004/2005 | Schweden: Einzelmeisterschaft U19  | Mixed        | 1     | Rickard Eidestedt / Emma Wengberg (BMK Aura)                     |
| 2004/2005 | Schweden: Einzelmeisterschaft U13  | Herreneinzel | 1     | Jonathan Ström (BK Aura)                                         |
| 2004/2005 | Schweden: Einzelmeisterschaft U13  | Herrendoppel | 1     | Jonathan Ström / Berfin Aslan (BK Aura / Kista BMK)              |
| 2005/2006 | Schweden: Einzelmeisterschaft U19  | Mixed        | 1     | Jonathan Nordh / Louise Hedberg (BK Aura / Wätterstad)           |
| 2005/2006 | Schweden: Einzelmeisterschaft U19  | Damendoppel  | 1     | Sara Persson / Emma Wengberg (BMK Aura)                          |
| 2005/2006 | Schweden: Einzelmeisterschaft U19  | Dameneinzel  | 1     | Emma Wengberg (BK Aura)                                          |
| 2005/2006 | Schweden: Einzelmeisterschaft      | Mixed        | 1     | Henri Hurskainen / Johanna Persson BK Aura / GBK                 |
| 2005/2006 | Schweden: Einzelmeisterschaft U22  | Dameneinzel  | 1     | Helene Nystedt (BMK Aura)                                        |
| 2006/2007 | Schweden: Einzelmeisterschaft U17  | Damendoppel  | 1     | Ellinor Widh / Karolina Kotte (BMK Aura / Täby BMF)              |
| 2006/2007 | Schweden: Einzelmeisterschaft U15  | Herreneinzel | 1     | Jonathan Ström (BMK Aura)                                        |
| 2007/2008 | Schweden: Einzelmeisterschaft U17  | Dameneinzel  | 1     | Matilda Petersén (BMK Aura)                                      |
| 2007/2008 | Schweden: Einzelmeisterschaft U15  | Herreneinzel | 1     | Jonathan Ström (BMK Aura)                                        |
| 2007/2008 | Schweden: Einzelmeisterschaft U13  | Herreneinzel | 1     | Kenny Tran (BMK Aura)                                            |